# مارك ميليجين
مارك ميليجين مواليد 6 أبريل 1986 في باكولود، الفلبين، هو ملاكم محترف فلبيني سابق صنّف ضمن فئة وزن الوسط.

## المسيرة الاحترافية
من نزالاته:
- انتصر على غابرييل مارتينيز (ملاكم) (19-02-2011).

## إحصائيات
خاض خلال مسيرته 26 نزالا، فاز في 23 ولم يتعادل وخسر في 3. فاز بالضربة القاضية في 16 نزالا.

## روابط خارجية
- مارك ميليجين على موقع بوكس ريك (الإنجليزية) (registration required)